# Denver Nuggets
I Denver Nuggets sono una delle trenta squadre di pallacanestro che militano nel massimo campionato professionistico statunitense, la NBA.
Nati come Denver Larks nel 1967 nell'ABA hanno subito cambiato nome in Denver Rockets, nome che hanno mantenuto fino al 1974 quando venne cambiato in Denver Nuggets, che restò invariato anche quando la franchigia venne ammessa nel 1976 insieme ai New York Nets, agli Indiana Pacers e ai San Antonio Spurs, a seguito della fusione parziale tra le due leghe, in NBA.

## Storia della franchigia

### Creazione
Nel 1967 la licenza per una franchigia American Basketball Association (ABA) viene assegnata a una cordata di Kansas City, guidati dall'imprenditore del sud California James Trindle. Trindle non riuscì tuttavia a trovare un'arena adatta nella zona di Kansas City. Il commissario della lega George Mikan ha suggerito allora di spostare la squadra a Denver. Dopo aver nominato direttore generale l'ex giocatore NBA e nativo di Denver Vince Boryla, Trindle sposta la squadra a Denver come Denver Larks, dal nome dell'uccello del Colorado ("lark" infatti significa allodola). La cordata di Trindle era in grave carenza di fondi, spingendo Mikan a ordinare ai Larks di pagare una cauzione di 100.000 $ o perdere la licenza. Poche ore prima della scadenza Trindle ha quindi ceduto per 350.000 dollari i 2/3 della partecipazione al magnate degli autotrasporti di Denver Bill Ringsby, che ha in seguito rinominato la squadra Denver Rockets, in onore della sua compagnia di camion.

### Anni in ABA
I Rockets, in seguito Nuggets, pur essendosi qualificati ai playoff ABA in sette delle nove stagioni in ABA, hanno inizialmente faticato nella postseason e non sono riusciti a vincere una serie di playoff nelle prime due stagioni, venendo eliminati al primo turno, prima dai New Orleans Buccaneers e poi nella stagione successiva dai futuri campioni degli Oakland Oaks in 7 gare .
Nei primi anni avevano un solido gruppo di stelle guidate da Byron Beck, e Larry Jones a cui si aggiunsero in seguito Ralph Simpson e Dave Robisch.
Durante la stagione 1969-70 la squadra ha inoltre draftato Spencer Haywood, uno dei primi giocatori a giocare nel massimo campionato senza aver fatto i 4 anni di università, motivo per il quale l'NBA gli impediva di giocare nella loro lega; Haywood scelse di giocare in ABA dopo che la federazione modificò le sue regole, che erano molto simili a quelle NBA, per permettergli di poter giocare nella lega uscendo anzitempo dall'università per motivi di difficoltà economica; nella prima e unica stagione in ABA Haywood, dopo aver segnato in media quasi 30 punti e 20 rimbalzi e aver conquistato il titolo di MVP della regular season ABA, guidò Denver per la prima volta a vincere una serie di playoff, sconfiggendo i Washington Capitols (ex Oakland), campioni in carica, in 7 gare. In gara 7 Haywood mise a referto 42 punti, vanificando i 52 punti di Rick Barry (record di sempre di punti in una gara 7 in ABA e NBA) e permettendo alla sua squadra di battere Washington, per poi essere sconfitti al turno successivo dai Los Angeles Stars. L'anno seguente Haywood passerà in NBA con i Seattle SuperSonics.
Nelle successive stagioni allenati dal coach Hall of Famer Alex Hannum i Denver Rockets verranno eliminati per 2 volte ai playoff dagli Indiana Pacers e nel 1974 verranno sconfitti al tiebreak per poter accedere ai playoff dai San Diego Conquistadors allenati da Wilt Chamberlain nella sua unica stagione in carriera da allenatore.
Nel 1972 Ringsby vende la squadra agli imprenditori di San Diego Frank Goldberg e Bud Fischer. Nel 1974 cambiano il vecchio nome, Denver Rockets, in Nuggets ("Pepite"), un soprannome prima usato da una franchigia del 1950, e cambiato in vista di una possibile prossima fusione tra ABA e NBA dove la squadra di Houston aveva lo stesso nome. Il loro nuovo logo è un minatore che scopre una palla ABA. Nel 1976 Goldberg e Fisher vendono a loro volta la squadra a una cordata locale. 
I Nuggets nel 1974 scelsero come allenatore il loro ex giocatore Larry Brown acquistando nel 1974 Bobby Jones e Mack Calvin e nel 1975 draftando David Thompson e Marvin Webster oltre a Dan Issel stella dei Kentucky Colonels fresco vincitore del titolo ABA 1975 oltre a Chuck Williams.
Queste furono le due migliori stagioni della franchigia, facendo registrare il miglior record di regular season in ABA due volte di fila: 65-19 nel 1974-1975 e 60-24 nella stagione 1975-1976.
In post-season nella prima stagione dopo aver sconfitto gli Utah Stars del rookie Moses Malone e Ron Boone per 4 a 1 verranno eliminati in 7 gare ancora dagli Indiana Pacers di Billy Knight e George McGinnis.
Nella stagione 1975-1976, l'ultima per l'ABA,i Nuggets ulteriormente rafforzati erano i grandi favoriti alla vittoria finale: guidati dalle ottime prestazioni di David Thompson e Dan Issel dopo aver sconfitto i campioni in carica dei Kentucky Colonels allenati da Hubie Brown con Artis Gilmore e Maurice Lucas in 7 partite, raggiungeranno le finali per la prima volta nella loro storia, ma senza riuscire a vincere il titolo perdendo le ABA Finals 1976 in 6 gare contro i New York Nets di un grande Julius Erving.

### Primi anni in NBA
È una delle quattro squadre che dopo aver militato nella ABA, si è trasferita nel 1976 nella NBA, insieme ai New York Nets, San Antonio Spurs e Indiana Pacers. I Nuggets e i Nets avevano già chiesto di entrare in NBA nel 1975, ma erano stati costretti da un ordine del tribunale a rimanere in ABA. Nei primi anni di vita della franchigia sono caratterizzati dai ricorrenti crolli, nonostante l'ottima squadra costruita negli ultimi anni di ABA, nei momenti decisivi della postseason non riuscendo a vincere il campionato.
Entrati nella nuova lega a seguito della fusione fra le due federazioni, nonostante le dure condizioni economiche imposte per poter entrare in NBA, nel primo anno durante la stagione regolare i Nuggets conquistano la prima posizione della division e il secondo miglior record in NBA dietro solo ai Lakers di Kareem Abdul-Jabbar, cosa che successe anche la stagione successiva, e quasi anche per la terza stagione, perdendo il titolo di division solo per una partita di differenza con i San Antonio Spurs, mentre nei playoffs: il primo anno la corsa si fermò in 6 gare contro i Portland Trail Blazers di Bill Walton futuri campioni NBA, nella seconda stagione superarono i Milwaukee Bucks in 7 partite al primo turno per poi perdere in 6 contro i Seattle SuperSonics, e nella terza perdendo per 2 gare a 1 contro i Los Angeles Lakers.
Nel 1978 la squadra venne comprata da Red McCombs. Nel 1979 Larry Brown ha lasciò la squadra, dando vita a un breve periodo di declino della squadra. Nel 1981 il nuovo allenatore Doug Moe impose un cambio di filosofia nel gioco della squadra, rinominato Run and Gun philosophy: l'obiettivo era segnare il maggior numero di canestri e questo aiutò la squadra a diventare molto competitiva; durante la stagione i Nuggets segnarobo più di 115 punti di media per partita restando sotto i 100 solo una volta e stabilendo un record di 136 partite consecutive con più di 100 punti; con 126,5 punti di media a partita diventando inoltre la squadra con il punteggio medio più alto della lega.

### Era Alex English

Da sinistra: il commissioner dell'NBA David Stern, il coach di Denver, Doug Moe, il dirigente della FIBA, Borislav Stanković e l'ala dei Nuggets, Alex English, posano con il trofeo dei McDonald's Open 1989 vinto nella finale di Roma contro la Jugoplastika Spalato.

Guidati da Alex English e Kiki Vandeweghe, i Nuggets guidarono la lega per punti realizzati, con English e Vandeweghe che segnarono entrambi più di 25 punti di media a partita. Durante questo periodo i Nuggets finirono una volta con il miglior record della Midwest Division e si qualificarono per nove volte di fila per i play-off. Il 13 dicembre 1983 i Nuggets e i Detroit Pistons hanno stabilito un record di 370 punti in una partita vinta dai Pistons al terzo tempo supplementare per 186-184. A fine stagione English è stato nominato miglior marcatore, diventando l'unico giocatore dei Nuggets a vincere il titolo sfruttando il gioco altamente offensivo di Moe.
Nella stagione 1984-85 i Nuggets, dopo anni di precoci eliminazioni, arrivano finalmente alle finali di Western Conference, venendo però eliminati per 4-1 dai Los Angeles Lakers. Prima della stagione 1985-86 Vandeweghe venne ceduto ai Portland Trail Blazers in cambio della guardia Fat Lever, dell'ala grande Calvin Natt e del centro Wayne Cooper. Guidati da English e rafforzati dalle nuove acquisizioni e dagli specialisti difensivi Bill Hanzlik e T.R. Dunn i Nuggets replicarono i successi delle stagioni precedenti nonostante la perdita di Vandeweghe, chiudendo la stagione 1987-88 con un record per la franchigia di 54 vittorie, terminando però nuovamente la stagione nei play-off 1988 sconfitti dai Dallas Mavericks al secondo turno. Nel 1985 McCombs ha venduto la squadra a Sidney Shlenker, che nel 1989 vende a sua volta.

### Tracollo

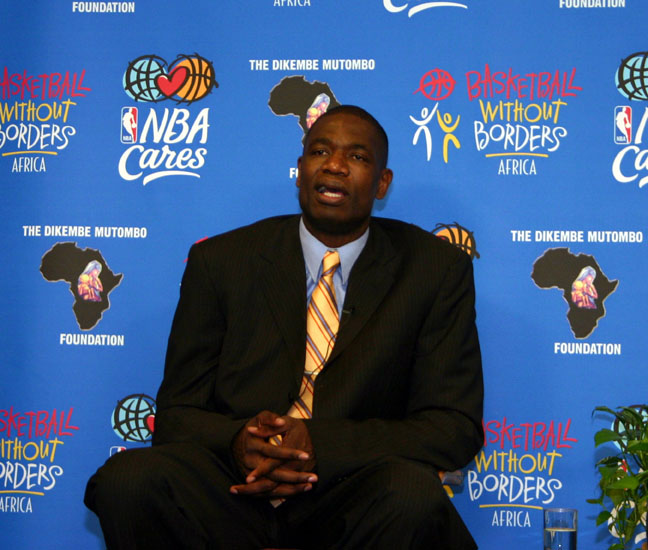
Dikembe Mutombo

Nel 1990 Moe lascia la squadra, venendo rimpiazzato da Paul Westhead. Westhead decide di adottare anch'egli lo stile di gioco corri e tira, basando la squadra su giocatori come Michael Adams e Chris Jackson per segnare in pochi secondi di possesso. Westhead curava tuttavia la fase difensiva ancora meno di Moe e come risultato i Nuggets prendevano punti ancora più velocemente di quanti ne segnassero. La partenza dell'allenatore nel 1990 fece precipitare i Nuggets in cattive acque, chiudendo la stagione 1990-91 con il peggior record della lega, seppur realizzando record di punti. I giornalisti sportivi affibbiarono così alla squadra i nomignolo di "Enver Nuggets" (senza "D" di difesa). I Nuggets fecero un passo avanti nella ricostruzione scegliendo il centro di 2,18 m Dikembe Mutombo dall'Università di Georgetown nel Draft del 1991. Mutombo disputò un'ottima stagione da matricola, mancando per poco il premio Rookie of the Year a favore di Larry Johnson. I Nuggets chiusero la stagione con un record di 24-58. I Nuggets licenziarono Westhead prima della stagione 1992-93 e assunsero al suo posto l'ex cestista All-Star Dan Issel. I Nuggets avevano due prime scelte al draft 1992, con le quali selezionarono l'ala LaPhonso Ellis dall'Università di Notre Dame e la guardia Bryant Stith dall'Università della Virginia. I Nuggets chiusero con un bilancio di 36-46, mancando i play-off.
A partire dalla stagione 1993-94 i Nuggets hanno cambiato i loro colori dell'arcobaleno in azzurro marino, oro metallico e color vino. Guidati da Mutombo, Mahmoud Abdul-Rauf (che aveva cambiato il suo nome da Chris Jackson prima della stagione) ed Ellis, i Nuggets chiudono la loro prima stagione con un bilancio vincente (42-40) dall'addio di Doug Moe. I Nuggets si qualificano in 8ª posizione ai play-off, fronteggiando i Seattle SuperSonics, primi classificati. I Nuggets erano altamente sfavoriti, avendo solo un paio di giocatori con una reale esperienza ai play-off. Dopo aver disputato le prime due partite a Seattle, la serie si sposta a Denver. I Nuggets vinsero entrambe le partite portandosi in vantaggio di 2 partite ed entrando poi nella storia quando sconfissero per 98-94 i Sonics ai tempi supplementari in gara-5, diventando la prima 8ª classificata a sconfiggere una 1ª classificata. I Nuggets arrivano vicini a ripetersi al secondo turno, venendo eliminati per 4-3 dagli Utah Jazz.
Durante l'off-season i Nuggets acquisirono dai Seattle SuperSonics la guardia tiratrice Dale Ellis e scelsero al draft il fenomeno Jalen Rose dall'Università del Michigan. I Nuggets non riuscirono a riconfermarsi, causando le dimissioni di Issel a metà stagione.
Per un breve periodo la squadra è stata guidata dall'assistente allenatore Gene Littles, che è stato poi sostituito dal direttore generale Bernie Bickerstaff. I Nuggets riescono a qualificarsi ancora una volta ai play-off in 8ª posizione, venendo però eliminati dai San Antonio Spurs al primo turno. A fine stagione i Nuggets acquisirono il giorno del draft Antonio McDyess dai Los Angeles Clippers; McDyess sarebbe stato il leader della squadra nelle stagioni successive, visto che Mutombo sarebbe stato ceduto dopo la stagione 1995-96 agli Atlanta Hawks, Ellis avrebbe perso gran parte delle stagioni successive a causa di ricorrenti infortuni alle ginocchia e alle gambe, Rose sarebbe stato ceduto agli Indiana Pacers in cambio di Mark Jackson e Abdul-Rauf sarebbe stato ceduto ai Sacramento Kings prima della stagione 1996-97. Dopo aver terminato la stagione con il quarto peggior bilancio della lega (21-61) i Nuggets cedono McDyess ai Phoenix Suns mentre Ellis torna ai Seattle SuperSonics. Nella stagione 1997-98 i Nuggets arrivano vicini a stabilire il record di meno partite vinte in una stagione da 82 partite (11); hanno inoltre quasi pareggiato la striscia perdente più lunga con 23 sconfitte consecutive, contro le 24 sconfitte consecutive dei Cleveland Cavaliers dei primi anni'80 (la serie sarebbe poi stata superata nel 2011 dai Cavaliers nel 2011 con 26 sconfitte consecutive). Nella stagione 2002-03 riescono a pareggiare il peggior record di vittorie sempre con i Cavaliers.
Le difficoltà della squadra negli anni '90 sono dovute in parte alle instabilità societarie. Nel 1995 COMSAT aveva infatti comprato i Quebec Nordiques trasferendoli a Denver come Colorado Avalanche, tuttavia la diversificazione in proprietà sportive stava mandando in crisi l'azienda; in particolare i costi aggiuntivi dovuti alla costruzione del Pepsi Center aveva messo gli azionisti sul piede di guerra. Finalmente, nel 1997, la COMSAT trova un accordo di massima per vendere l'Ascent Entertainment Group, la sezione che si occupava dello sport, alla Liberty Media. Al momento la Liberty Media non era tuttavia interessata a proprietà sportive (anche se poi comprerà gli Atlanta Braves) e mise quindi immediatamente come condizione dell'affare che Ascent Entertainment vendesse prima i Nuggets e gli Avalanche. Dopo quasi due anni viene trovato l'accordo per vendere i Nuggets e gli Avalanche a Bill e Nancy Laurie, proprietari della Walmart, per 400 milioni di dollari. Tuttavia un gruppo di azionisti della Ascent Entertainment ha rifiutato l'offerta, ritenendo il prezzo di vendita troppo basso. I Nuggets e gli Avalanche sono poi stati venduti al magnate bancario di Denver Donald Sturm per 461 milioni di dollari.
Tuttavia sorge un nuovo problema quando la città di Denver rifiuta di concedere l'appezzamento di terreno nel quale è situato il Pepsi Center finché Sturm non garantisca di lasciare i Nuggets e gli Avalanche a Denver per almeno 25 anni. Sturm aveva comprato le squadre a nome proprio e la città voleva tutelarsi nel caso in cui Sturm fosse morto o avesse venduto le squadre prima di 25 anni. Dopo il fallimento delle trattative, la Liberty Media ha comprato Ascent Entertainment, ma ha mantenuto i Nuggets e gli Avalanche sul mercato. Nel frattempo Dan Issel era tornato alla guida della squadra nel 1999, ma i problemi societari gli avevano impedito di ricostruire la squadra. Poco prima della stagione 1999-2000 dichiarò ai giornalisti che c'erano alcuni cambi di personale che non poteva fare a causa delle instabilità societarie (in quanto per tutte le decisioni era necessaria sia l'approvazione di Ascent Entertainment/Liberty Media, sia quella di Donald Sturm. Infine, nel luglio 2000, i Nuggets, gli Avalanche e il Pepsi Center sono stati comprati dall'imprenditore immobiliare Stan Kroenke per 450 milioni di dollari. Kroenke è il cognato dei Laurie, visto che sua moglie Ann è la sorella di Nancy Laurie. Liberty Media ha mantenuto una quota del 6,5% dei diritti. Come parte dell'affare, Kroenke ha assicurato che avrebbe lasciato le squadre a Denver almeno fino al 2025. Dopo l'acquisto, Kroenke ha organizzato le attività sportive sotto la Kroenke Sports Enterprises.

### Era Carmelo Anthony

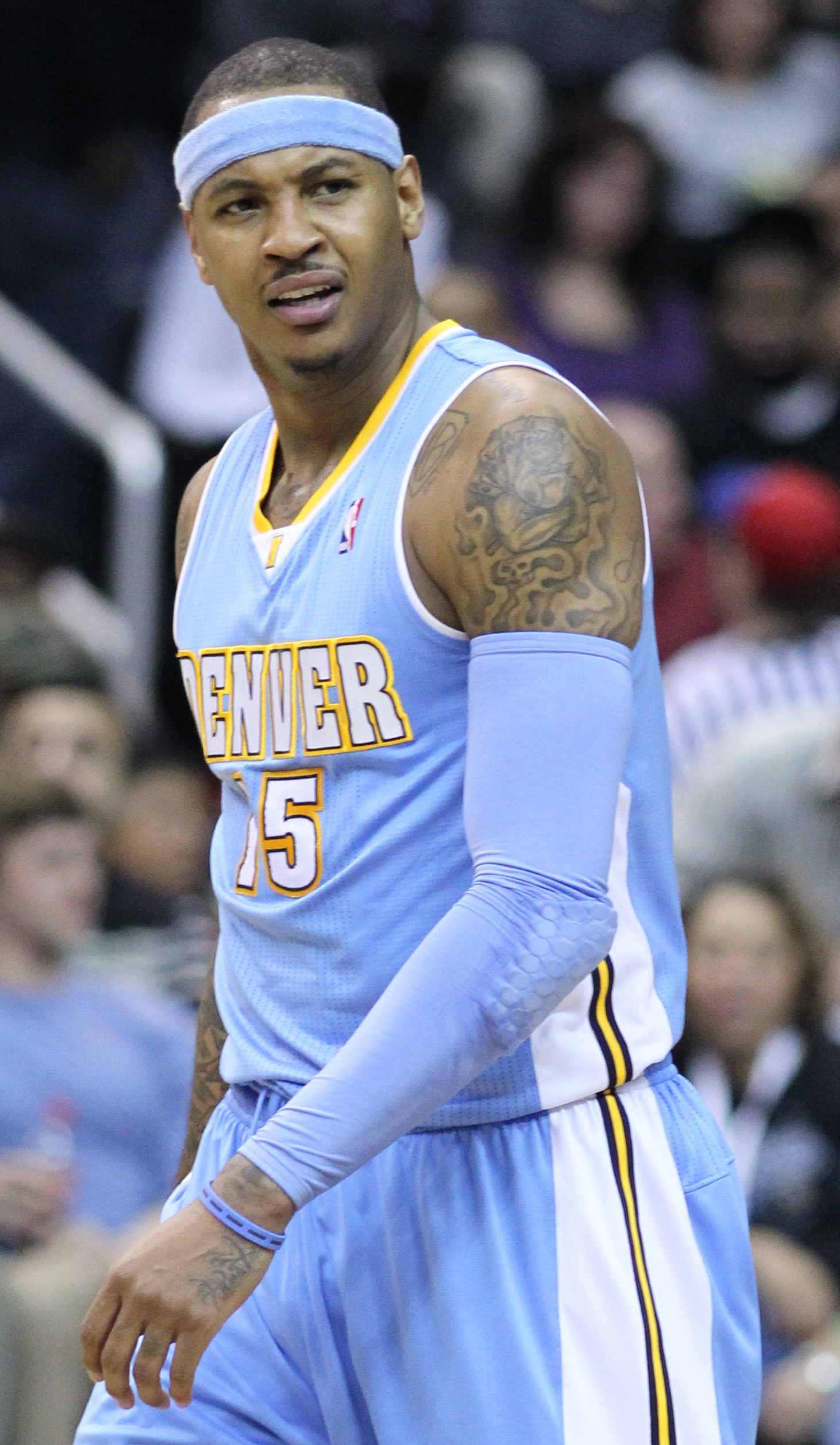
Carmelo Anthony

Le speranze della squadra sono cresciute con la scelta della matricola Carmelo Anthony al draft 2003 coincidente con un cambio dei colori sociali: si passa ad azzurro polvere, oro e blue reale, quest'ultimo sostituito da blu marino nel 2009. In solo due mesi di campionato i Nuggets sono riusciti a vincere lo stesso numero di partite con cui avevano chiuso la stagione precedente: ad aprile diventa la prima franchigia che avendo chiuso l'anno precedente con meno di 20 gare vinte, entra nei play-off da quando è entrata in vigore la stagione a 82 partite. Gran parte del merito di questo cambiamento è di Kiki Vandeweghe, ex stella dei Nuggets che aveva assunto il ruolo di direttore generale il 9 agosto 2001. Ai play-off vengono eliminati al primo turno dai Minnesota Timberwolves.
Il 28 dicembre 2004 l'allenatore Jeff Bzdelik viene licenziato e sostituito ad interim dall'ex giocatore dei Los Angeles Lakers e allenatore delle Los Angeles Sparks Michael Cooper. Viene in seguito ingaggiato George Karl come allenatore definitivo. Karl ha chiuso la seconda metà della stagione con un bilancio di 32-8, portando i Nuggets ai play-off per il secondo anno consecutivo. Ai play-off vengono però eliminati dai San Antonio Spurs per 4-1.
I Nuggets ricevono la 20° scelta al draft 2005, acquisita dai Washington Wizards via Orlando Magic: viene selezionato Julius Hodge. I Nuggets hanno ricevuto anche la 22° scelta, con la quale hanno selezionato Jarrett Jack, che hanno ceduto ai Portland Trail Blazers in cambio della loro 27ª scelta, Linas Kleiza. Nella stagione 2005-06 i Nuggets vincono per la prima volta in 18 anni il titolo di Northwest Division, classificandosi inoltre terzi in Western Conference. I Nuggets si scontrano con i Los Angeles Clippers che, nonostante il loro 6º posto, avevano chiuso con un bilancio migliore e hanno ricevuto di conseguenza il vantaggio di poter giocare in casa. I Clippers hanno sconfitto i Nuggets per 4-1. Poco dopo i Nuggets hanno annunciato che il contratto del direttore generale Kiki Vandeweghe non sarebbe stato rinnovato, sostituendolo con Mark Warkentien.
Nella stagione 2006-07 arriva in trattativa il giovane talentuoso J.R. Smith, che ha precedentemente giocato due stagioni ai New Orleans/Oklahoma City Hornets parzialmente deludenti. Il 18 dicembre 2006 Anthony, Smith e il centro Nenê sono stati sospesi (rispettivamente per 15, 10 e 1 partita) per una rissa che si era verificata nella partita contro i New York Knicks due giorni prima. La rissa è stata innescata dalla matricola dei Knicks Mardy Collins che aveva fermato irregolarmente J.R. Smith mentre eseguiva un tiro sotto mano in contropiede.
Il 19 dicembre 2006 i Nuggets mettono a segno un importantissimo colpo di mercato riuscendo ad aggiudicarsi l'MVP della stagione 2000-01 Allen Iverson, ormai in rotta con la squadra in cui aveva militato negli ultimi 11 anni, i Philadelphia 76ers, acquisendolo insieme a Ivan McFarlin in cambio di Joe Smith, Andre Miller e due prime scelte al draft 2007 (McFarlin viene tagliato subito dopo l'ufficializzazione dello scambio). Questa mossa di mercato consente ai Nuggets di poter contare su due dei migliori marcatori della lega, visto che sia Anthony che Iverson avevano entrambi una media di oltre 30 punti al momento dello scambio. L'11 gennaio 2007 cedono Earl Boykins, Julius Hodge e una somma in denaro ai Milwaukee Bucks in cambio del playmaker Steve Blake. Con Iverson i Nuggets erano considerati una delle migliori squadre in Western Conference, ma la convivenza tra le due stelle sarebbe stata un problema, e i Nuggets si qualificano ai play-off con solo la 6ª posizione, finendo contro i San Antonio Spurs. I Nuggets vincono gara-1 ma, come nei play-off 2005, gli Spurs vincono le restanti quattro partite chiudendo la serie sul 4-1; i Nuggets vengono quindi eliminati al primo turno per il quarto anno consecutivo.

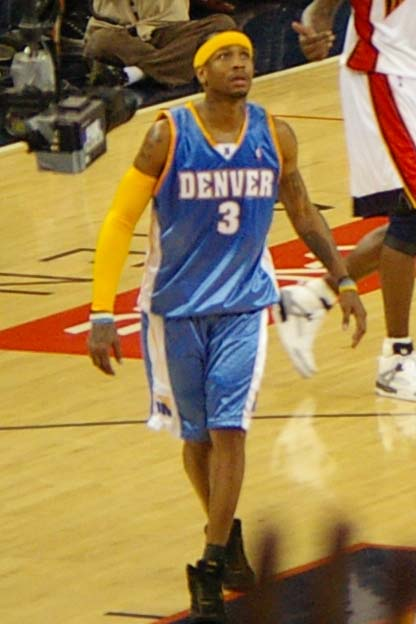
Allen Iverson

Il 16 marzo 2008 i Nuggets segnano 168 punti in una vittoria casalinga per 168-116 contro i Seattle SuperSonics: è stata la terza partita con più punti segnati nella storia della NBA (i Nuggets e i Detroit Pistons mantenevano ancora il record di più punti segnati con più di 360). Chiudono la stagione 2007-08 con 50 vittorie e 32 sconfitte, il terzo miglior risultato da quando i Nuggets erano entrati in NBA nel 1976, a seguito di una vittoria per 120-111 in casa dei Memphis Grizzlies nell'ultima partita stagionale. I Nuggets chiudono all'8º posto nella Western Conference per i play-off, e le loro 50 vittorie hanno stabilito un record di vittorie per un'ottava classificata. I Nuggets hanno affrontato al primo turno i Los Angeles Lakers, primi nella Western Conference con 57-25. Le sette partite che separano i Nuggets e i Lakers sono state il margine più basso che ha separato una prima da un'ottava da quando l'NBA è passata ai play-off a 16 squadre nella stagione 1983-1984. I Lakers distruggono i Nuggets per 4-0, segnando la seconda volta nella storia dell'NBA da quando sono entrati in vigore i play-off al meglio delle 7 partite nella quale una squadra da 50 o più vittorie è stata eliminata al primo turno.
Il 16 luglio, al termine della stagione 2007-08, i Nuggets cedono Marcus Camby, Defensive Player of the Year e terzo miglior giocatore della squadra dopo Anthony e Iverson, ai Los Angeles Clippers per una seconda scelta al draft (che sarà poi ceduta ai New York Knicks in cambio di Renaldo Balkman). Questo scambio è stato necessario per ridurre il monte ingaggi della squadra. Nella stagione 2008-09 i Nuggets concludono le trattative di scambio con i Detroit Pistons e ottengono Chauncey Billups, Antonio McDyess e Cheikh Samb proprio per Iverson (parte dei soldi ottenuti dalla cessione di Camby sono stati usati per permettere lo scambio). Lo scambio si rivelerà uno dei più azzeccati nella storia dell'NBA: mentre infatti Iverson otterrà risultati a dir poco mediocri venendo addirittura messo fuori squadra dai Pistons, Billups disputerà un'annata straordinaria portando i Nuggets a ottimi risultati. Il 10 novembre 2008 i Nuggets tagliano McDyess, che verrà reingaggiato dai Pistons poco dopo. Con Anthony che mantiene una media di 22,4 punti a partita e Billups 6,4 assist a partita, i Nuggets ottengono ottimi risultati. Il loro bilancio di 54-28 segna il miglior bilancio da quando sono entrati in NBA; la loro partenza di 27-14 è stata un record di vittorie nella prima parte di stagione. È stata anche la prima volta nella storia dei Nuggets che hanno vinto più di 50 partite per due stagioni consecutive.
Dominano la Northwest Division, classificandosi secondi in Western Conference, il miglior piazzamento nella loro storia. Il loro direttore generale Mark Warkentien ha vinto il premio Executive of the Year per il miglioramento dei Nuggets. Hanno vinto gara-1 dei play-off contro i New Orleans Hornets; era la prima volta dai play-off 1988 che avevano il vantaggio di giocare in casa; inoltre, la vittoria di 29 punti è stata la vittoria con il margine di vantaggio più alto dei play-off 2009. Billups ha siglato un record per la franchigia di più triple realizzate in una partita (8) e le sue 19 triple totali sono state un record di triple in una serie di play-off. Hanno battuto gli Hornets per 4-1, in particolare con una vittoria di 58 punti in gara-4, che corrisponde alla vittoria con più margine nella storia dei play-off. Hanno poi battuto i Dallas Mavericks per 4-1 nelle semifinali di Western Conference, arrivando per la prima volta alle finali di Conference dai play-off 1985. È stata anche la prima volta che i Nuggets si sono portati in vantaggio per 3-0 in una serie al meglio delle sette. Hanno perso la prima partita delle finali di Western Conference contro i Los Angeles Lakers, ma hanno vinto la seconda partita. Anthony è inoltre diventato il primo giocatore dei Nuggets da quando sono entrati in NBA a segnare almeno 30 punti in 5 partite consecutive di play-off. Hanno perso la serie per 4-2, arrivando più avanti nella storia della squadra. Durante questa stagione, oltre a Anthony e Billups si è messo in luce il centro Nenê.

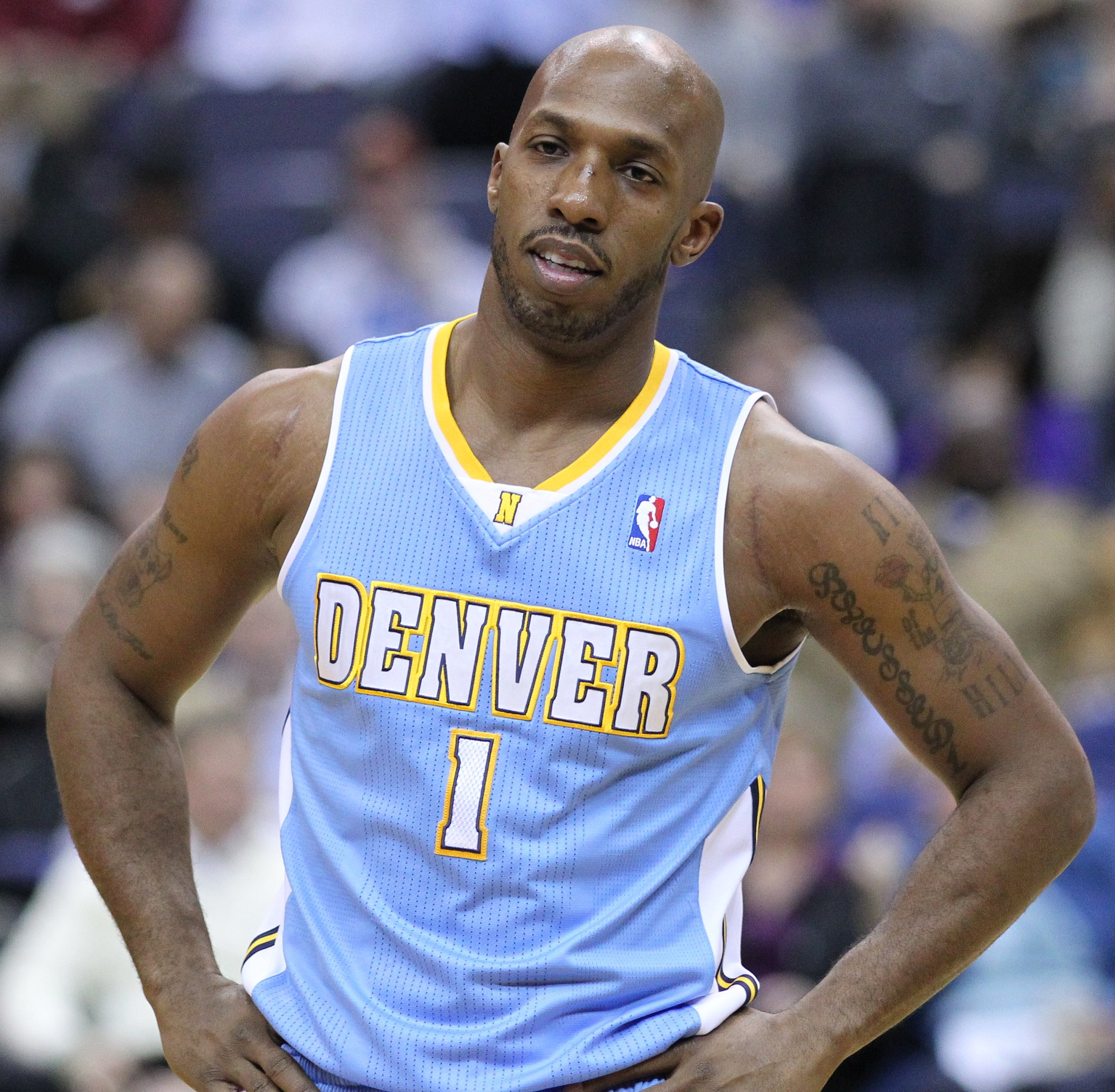
Chauncey Billups

Al draft 2009 hanno ceduto una prima scelta acquisita dagli Charlotte Bobcats ai Minnesota Timberwolves in cambio dei diritti per la matricola Ty Lawson, diciottesima scelta assoluta. Il 13 luglio 2009 cedono una seconda scelta al draft ai Detroit Pistons in cambio di Arron Afflalo (parte dei soldi ottenuti dalla cessione di Iverson sono stati usati per permettere lo scambio) e Walter Sharpe. Afflalo ha sostituito la guardia Dahntay Jones, che aveva firmato con gli Indiana Pacers. Il 10 agosto i Nuggets hanno tuttavia perso Linas Kleiza, che ha firmato per l'Olympiacos. Durante la stagione 2009-10 Anthony ha mantenuto una media di 28,2 punti e Billups una media di 19,6 punti. Durante le prime due partite della stagione Anthony ha segnato 71 punti: 30 nella partita di apertura in casa e 41 nella partita successiva, nelle vittorie contro i rivali di Division Utah Jazz e Portland Trail Blazers. Anthony è stato il secondo giocatore nella storia dei Nuggets (dopo Alex English) a segnare almeno 70 punti nelle due partite inaugurali. È stata anche la prima volta dal 1987 che i Nuggets sono partiti con un bilancio di 2-0. In seguito sono andati anche 3-0, 4-0 e 5-0, sconfiggendo Memphis Grizzlies, Indiana Pacers e New Jersey Nets. Nonostante gli infortuni occorsi ai tre capitani (Anthony, Billups e Kenyon Martin) hanno fatto perdere ai Nuggets un totale di 46 partite e poi l'assenza dell'allenatore George Karl, che ha subito un'operazione per un cancro al collo e alla gola, i Nuggets hanno vinto 53 partite (terza stagione consecutiva con più di 50 partite, prima volta nella storia della franchigia), vincendo la Northwest Division e classificandosi 4º in Western Conference. Sono stati tuttavia eliminati dagli Utah Jazz per 4-2, disputando il loro settimo turno di play-off in 16 anni. Anthony ha mantenuto una media di 30,7 punti a partita durante i play-off.
Il 14 luglio 2010 i Nuggets firmano Al Harrington. Durante l'off-season 2010 viene assunto Masai Ujiri al posto di Mark Warkentien come direttore generale, mentre Josh Kroenke viene nominato presidente della squadra. Nel 2010 Stan Kroenke acquista inoltre i St. Louis Rams, squadra militante in NFL. Dal momento che la NFL non consente ai proprietari di detenere il controllo di altre squadre delle leghe maggiori in città NFL, Stan Kroenke ha girato il controllo dei Nuggets e degli Avalanche a Josh Kroenke e si è impegnato a vendere la sua quota delle due squadre entro il 2014.

### Era post Anthony
Il 22 febbraio 2011, dopo mesi di indiscrezioni secondo le quali Anthony voleva lasciare la squadra, nel "mega-trade" che coinvolge 4 squadre NBA i Nuggets cedono Anthony, Billups, Anthony Carter, Shelden Williams e Renaldo Balkman ai New York Knicks e ricevono in cambio Danilo Gallinari, Wilson Chandler, Raymond Felton, Timofej Mozgov e Kosta Koufos (quest'ultimo tramite i Minnesota Timberwolves), più tre scelte ai Draft NBA. Si chiude così l'era di Carmelo Anthony ai Nuggets. Il giorno dello scambio la rosa dei Nuggets si riduce ad appena 9 elementi, nella partita contro i Memphis Grizzlies. I Nuggets riescono comunque a vincere 120-107, andando in vantaggio anche di 27 punti; nei minuti finali della partita i tifosi intonavano il coro "Chi ha bisogno di Melo?"; a fine partita Karl ha dichiarato "I nostri ragazzi, quando le loro spalle sono poste davanti a una situazione difficile, giocano solitamente ad alto livello. Abbiamo sempre reagito a situazioni difficili in modo positivo". Molti credevano che i Nuggets sarebbero diventati i Cleveland Cavaliers della Western Conference e che avrebbero faticato in classifica perdendo i play-off a causa della perdita del loro leader, Anthony. Lo scambio sembra tuttavia migliorare la squadra; i Nuggets arrivano a una media di 24,1 assist a partita, mostrando il loro ritrovato gioco di squadra. Anche la difesa è migliorata, passando dal concedere 105,2 punti a partia a 97,1 punti. Nonostante la netta rivoluzione della squadra, che ha visto 18 titolari diversi, i Nuggets hanno chiuso con 50 vittorie (quarta stagione consecutiva in cui i Nuggets vincono almeno 50 partite), classificandosi 5º in Western Conference. Hanno incontrato al primo turno gli Oklahoma City Thunder, venendo sconfitti per 4-1.
La prima stagione intera del post Anthony ha visto la crescita di Gallinari, che gioca con una media di 17 punti, 5,2 rimbalzi e 2,6 assist nelle prime 25 partite della stagione, portando a un ottimo avvio i Nuggets. Gallinari ha perso tuttavia buona parte della stagione a causa di vari infortuni a caviglia, pollice e polso. Il 15 marzo 2012 i Nuggets decidono di ringiovanire la squadra cedendo Nenê, ultimo dei protagonisti dell'era Anthony e nelle precedenti 9 stagioni sempre ai Nuggets, ai Washington Wizards in cambio di JaVale McGee. Prima di arrivare ai Nuggets McGee era considerato un giocatore anonimo, noto per aver commesso errori clamorosi che hanno caratterizzato i suoi anni ai Wizards. McGee sarebbe rinato ai Nuggets, passando da essere un giocatore con problemi comportamentali a essere un giocatore chiave per i Nuggets. Nella sua prima partita con la maglia dei Nuggets mette a segno una schiacciata su una palla persa di Arron Afflalo, che si sarebbe rivelata il punto partita nella vittoria per 116-115 contro i Detroit Pistons. McGee attira poi l'attenzione nazionale grazie a due partite nel finale di stagione nelle quali mette a segno rispettivamente 16 punti e 15 rimbalzi e 21 punti e 16 rimbalzi in due partite della serie di play-off contro i Los Angeles Lakers. Queste prestazioni aiutano i Nuggets a ribaltare uno svantaggio di 2-0 con un vantaggio di 3-1; i Nuggets perdono però la serie in gara-7, perdendo per 87-96.

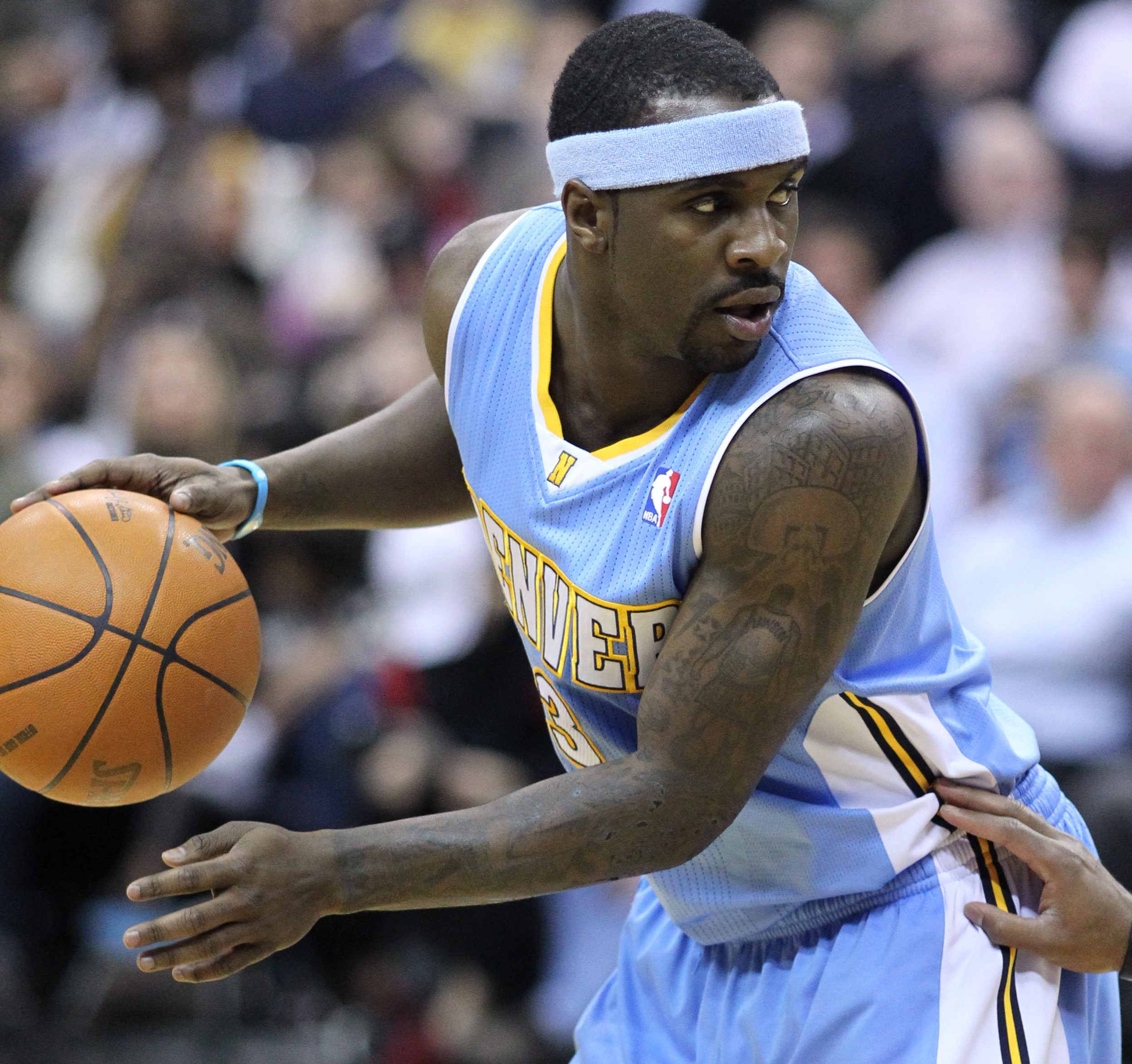
Ty Lawson

L'11 agosto 2012 i Nuggets vengono coinvolti in un'altra "mega-trade", quella che porta Dwight Howard ai Los Angeles Lakers, dalla quale ottengono tra gli altri l'All-Star Andre Iguodala. Subito dopo il trasferimento Andre Iguodala ha twittato: "Sono entusiasta di unirmi ai Denver Nuggets e so che la mia migliore pallacanestro è davanti a me". Con l'acquisizione di Iguodala i Nuggets possono di nuovo contare su un giocatore All-Star (seppur non al livello di Anthony), che era sempre mancato dopo la cessione di Anthony, nonostante buoni talenti come Gallinari e McGee.
La stagione si rivela decisamente positiva, infatti i Nuggets chiudono al 3º posto la Western Conference con un record di 57 vittorie e 25 sconfitte, il migliore della storia della franchigia; a testimonianza dell'ottima stagione l'allenatore Karl vince il Coach of the Year Award. Tuttavia, poche settimane dalla fine della regular season, Gallinari si rompe il crociato ed è quindi costretto a saltare i playoff. Nonostante questo i Nuggets si presentano come super favoriti nella serie contro i Golden State Warriors, ma dopo aver vinto di 2 punti gara 1 vengono sconfitti a Denver, dove durante l'anno avevano perso solo 3 partite, e non riuscendo più a riacquistare il fattore campo vengono eliminati in 6 gare. A fine stagione l'allenatore Karl viene clamorosamente licenziato.
Il 17 giugno viene eletto come nuovo general manager della squadra Tim Connelly, che rimpiazza il vincitore del premio di miglior GM della stagione nel 2013 Masai Ujiri, assunto dai Toronto Raptors.
Il 25 giugno 2013, in sostituzione dell'esonerato George Karl, viene nominato Head Coach Brian Shaw, assistente di Frank Vogel ai Pacers.
Il 27 giugno i Nuggets orchestrano uno scambio con i Memphis Grizzlies, ottenendo l'ala grande Darrell Arthur e i diritti su Joffrey Lauvergne in cambio di Kosta Koufos; il 10 luglio, tramite un'altra trade che ha coinvolto, oltre a Denver, anche i Golden State Warriors e gli Utah Jazz, i Nuggets aggiungono al loro roster la guardia Randy Foye, cedendo però Iguodala ai Warriors. Con la partenza di quest'ultimo, la squadra del Colorado cerca un nuovo leader a cui affidare le chiavi della squadra, anche a causa dell'infortunio di Gallinari che lo terrà fermo per tutta la stagione e dei problemi legali di Ty Lawson; l'11 luglio viene quindi firmato il centro free agent J.J. Hickson, reduce di una buona stagione con i Portland Trail Blazers, mentre il successivo 22 luglio con un colpo di mercato si assicurano il playmaker Nate Robinson, appena arrivato da un'ottima annata con i Chicago Bulls.
Con un quintetto solido formato da Lawson, Foye, Wilson Chandler, Kenneth Faried e JaVale McGee, Denver punta a raggiungere ancora i playoff; la stagione si rivela invece una profonda delusione, gli infortuni condizionano fortemente il gioco di squadra e costringono Lawson e Chandler a saltare venti partite ciascuno, a cui si aggiunge la pesante assenza di Gallinari; la dirigenza prova a risollevare la squadra cedendo Andre Miller e Jordan Hamilton in cambio di Jan Veselý e Aaron Brooks, ma ciò non basta e il sistema di coach Shaw non sortisce l'effetto sperato, portando i Nuggets ad una stagione da 46 sconfitte e 36 vittorie, non sufficiente per raggiungere i playoff. La squadra manca così l'accesso alla postseason per la prima volta dopo 11 anni, dimostrando le prime difficoltà dalla partenza di Carmelo Anthony. Uniche note positive sono Ty Lawson, che nonostante gli infortuni e i problemi con la legge ha disputato la sua migliore stagione in NBA, e la giovane guardia Evan Fournier con 40 presenze in più rispetto all'anno precedente.

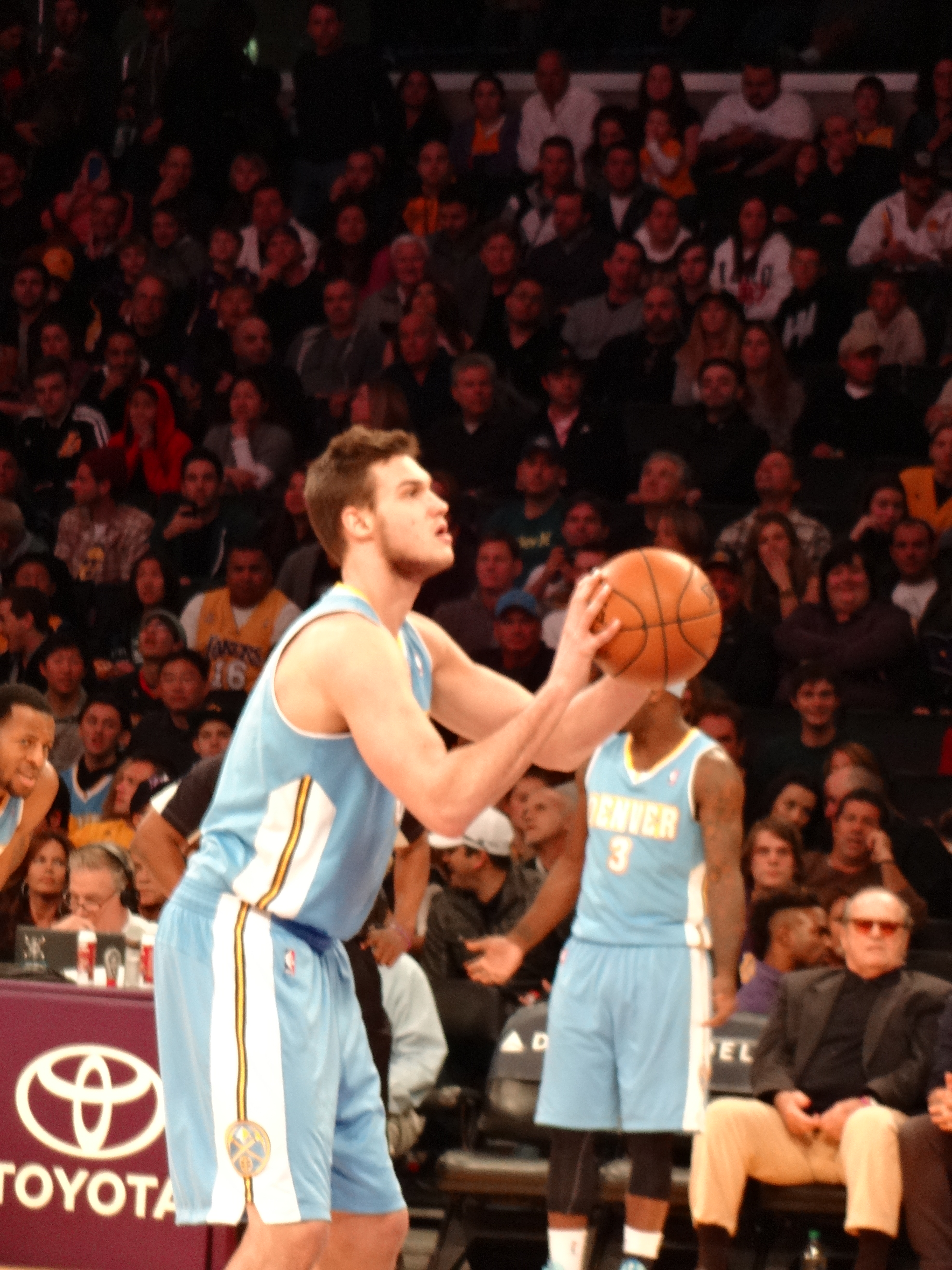
Danilo Gallinari

Grazie alla stagione negativa i Nuggets ottengono la undicesima chiamata assoluta al Draft 2014 con la quale selezionano uno dei migliori giocatori universitari, Doug McDermott, il quale viene però ceduto immediatamente ai Chicago Bulls insieme alla riserva Anthony Randolph in cambio della sedicesima e della diciannovesima scelta, rispettivamente Jusuf Nurkić e Gary Harris; il 26 giugno Fournier viene ceduto con i diritti su Devyn Marble agli Orlando Magic in cambio di Arron Afflalo, mentre a settembre viene firmato il free agent Alonzo Gee per completare la panchina; inoltre Danilo Gallinari si è ripreso dall'infortunio al ginocchio e può ricominciare a giocare. 
La seconda stagione con Brian Shaw ad allenare sarà ancora negativa, a dispetto delle buone prestazioni dei giovani e di Gallinari, che stabilisce il record di punti in una partita NBA per un italiano con 47 punti; il 3 marzo 2015 Shaw viene esonerato e rimpiazzato dal suo vice Melvin Hunt; il dirigente Connelly a febbraio firma il lungo francese Joffrey Lauvergne di cui la squadra deteneva i diritti; Afflalo viene girato ai Portland Trail Blazers in cambio di Will Barton; JaVale McGee viene ceduto ai Philadelphia 76ers; Nate Robinson è scambiato ai Boston Celtics in cambio di Jameer Nelson. Nonostante le modifiche al roster e nella panchina i rendimenti non migliorano e la regular season si conclude con un record di 30 vittorie e 52 sconfitte, peggio della precedente.
Come nota positiva, Nurkić viene incluso nel secondo quintetto dei rookie.

### Era Nikola Jokic: il titolo
Il 15 giugno 2015 viene annunciato come nuovo allenatore Michael Malone. Al Draft 2015 i Nuggets ottengono la settima chiamata con cui selezionano il playmaker congolese Emmanuel Mudiay, arrivato da una stagione in Cina, e firmano il centro serbo Nikola Jokić, di cui Denver aveva i diritti dal Draft 2014. Con il settore guardie ormai colmo, Connelly organizza uno scambio con gli Houston Rockets, mandando Ty Lawson in Texas in cambio di Joey Dorsey, Nick Johnson, Pablo Prigioni e Kōstas Papanikolaou (solo Papanikolaou giocherà per i Nuggets, venendo anche tagliato più volte); viene firmato anche il veterano Mike Miller, mentre Chandler salterà tutta la stagione per infortunio. Il primo anno con Mike Malone non è particolarmente soddisfacente a livello di squadra, ma il contributo offerto dai più giovani e da un Gallinari nella sua migliore stagione in carriera, fino a quando l'ennesimo infortunio gli farà terminare in anticipo l'annata, fanno sperare bene per il futuro. Si evidenzia sempre di più la tendenza a ringiovanire la squadra, eliminando i veterani come Randy Foye (scambiato agli Oklahoma City Thunder per D.J. Augustin) e la firma di JaKarr Sampson a febbraio; con l'eccezione di Mike Miller e Jameer Nelson, tutti i giocatori hanno meno di trent'anni. 
La stagione 2015-16 si conclude con tre vittorie in più rispetto all'anno prima, e un'altra mancata partecipazione ai playoff. Jokić viene incluso nel primo quintetto dei rookie e Mudiay nel secondo.
Al Draft 2016 con la settima scelta selezionano la guardia Jamal Murray. Nei due anni successivi non riescono a qualificarsi per la post season nonostante nel 2017-2018 ottengono un record positivo di 46-36 piazzandosi però noni alle spalle dei Minnesota Timberwolves. Nel 2018-2019 con un'ottima stagione terminata alle spalle dei soli Golden State Warriors con un record di 54-28, affrontano al primo turno i San Antonio Spurs vincendo la serie per 4-3 ma vengono eliminati alle semifinali di conference dai Portland Trail Blazers anche in questa occasione in sette gare.
Nella stagione 2019-2020, con la definitiva esplosione del duo Murray-Jokić, la squadra si dimostra ben collaudata e strappa il pass per i playoff con la terza posizione nella Western Conference (46-27) alle spalle delle due squadre di Los Angeles, favorite per contendersi un posto nelle Finals 2020. Al primo turno incontrano gli Utah Jazz di Donovan Mitchell e dopo essersi trovati sotto per 3-1 Murray sale in cattedra e con delle prestazioni straordinarie riesce a ribaltare la serie sul 4-3. In semifinale incontrano i Los Angeles Clippers dei due All-Star Kawhi Leonard e Paul George e anche in quest'occasione dopo essersi trovati in svantaggio per 3-1 riescono a vincere la serie tornando in finale di conference dopo 11 anni dove si ritrovano davanti, proprio come l'ultima volta, i Los Angeles Lakers del tre volte campione NBA LeBron James e dell'All-Star Anthony Davis, che li eliminano in 5 gare. Le due stagioni successive vedono Jokić vincere il premio di MVP, ma la squadra fermarsi al secondo turno di playoff nel 2020-2021 contro i Phoenix Suns e al primo turno nel 2021-2022 contro i Golden State Warriors. Nella stagione 2022-2023 i Nuggets terminano la regular season da prima forza della Western Conference; trascinati da Jokić e Murray, regolano prima i Minnesota Timberwolves per 4-1, poi i Phoenix Suns per 4-2 e infine i Los Angeles Lakers in una rivincita delle finali di Western Conference di tre anni prima; in questa serie però Denver realizza il cosiddetto sweep, vincendo la serie per 4-0. Alle Finals affrontano la sorpresa Miami Heat, qualificata contro ogni pronostico e partita dall'ottava posizione. I Nuggets però riescono a vincere anche questa serie con un chiaro 4-1 e vincono così il primo titolo della loro storia.

## Arene di gioco
- Denver Auditorium Arena e Denver Coliseum (1967-75)
- McNichols Sports Arena (1975-99)
- Ball Arena (1999-presente) (conosciuto in precedenza come Pepsi Center)

## Evoluzione divisa
| Stagioni                 | Divise      | Divise    | Divise       | Divise | Divise | Divise |
| ------------------------ | ----------- | --------- | ------------ | ------ | ------ | ------ |
| Denver Nuggets (1977-82) | Casa        | Trasferta |              |        |        |        |
| Denver Nuggets (1982-85) | Casa        | Trasferta |              |        |        |        |
| Denver Nuggets (1985-93) | Casa        | Trasferta |              |        |        |        |
| Denver Nuggets (1993-03) | Casa        | Trasferta |              |        |        |        |
| Denver Nuggets (2003-05) | Casa        | Trasferta |              |        |        |        |
| Denver Nuggets (2005-06) | Casa        | Trasferta | Terza divisa |        |        |        |
| Denver Nuggets (2008-09) | Casa        | Trasferta | Terza divisa |        |        |        |
| Denver Nuggets (2010-12) | Casa        | Trasferta | Terza divisa |        |        |        |
| Denver Nuggets (2012-15) | Casa        | Trasferta | Terza divisa |        |        |        |
| Denver Nuggets (2015-17) | Casa        | Trasferta | Terza divisa |        |        |        |
| 2017-2018                | Association | Icon      | Statement    |        |        |        |
| 2018-2019                | Association | Icon      | Statement    | City   |        |        |
| 2019-2020                | Association | Icon      | Statement    | City   |        |        |
| 2020-2021                | Association | Icon      | Statement    | City   | Earned |        |
| 2021-2022                | Association | Icon      | Statement    | City   |        |        |
| 2022-2023                | Association | Icon      | Statement    | City   |        |        |

## Squadra attuale
| \| Pos. \| Num. \| Naz. \| Nome \| Altezza \| Peso \| Data nascita \| Provenienza \| \| ----- \| ---- \| ---- \| ------------------ \| ------- \| ------ \| ------------ \| ---------------- \| \| G/AP \| 0 \| \| Braun, Christian \| 201 cm \| 99 kg \| 17-04-2001 \| Kansas \| \| AP \| 3 \| \| Strawther, Julian \| 201 cm \| 93 kg \| 18-04-2002 \| Gonzaga \| \| P \| 4 \| \| Westbrook, Russell \| 193 cm \| 91 kg \| 12-11-1988 \| UCLA \| \| AP \| 5 \| \| Tyson, Hunter \| 203 cm \| 98 kg \| 13-07-2000 \| Clemson \| \| C \| 6 \| \| Jordan, DeAndre \| 211 cm \| 120 kg \| 21-07-1988 \| Texas A&M \| \| AP \| 8 \| \| Watson, Peyton \| 201 cm \| 88 kg \| 11-09-2002 \| UCLA \| \| AG/C \| 9 \| \| Šarić, Dario \| 208 cm \| 102 kg \| 08-04-1994 \| Croazia \| \| C \| 13 \| \| Hall, PJ \| 206 cm \| 109 kg \| 21-02-2001 \| Clemson \| \| AG \| 14 \| \| Holmes, DaRon \| 208 cm \| 102 kg \| 15-09-2002 \| Dayton \| \| C \| 15 \| \| Jokić, Nikola (C) \| 211 cm \| 129 kg \| 19-02-1995 \| Serbia \| \| AP/AG \| 21 \| \| Jones, Spencer \| 201 cm \| 102 kg \| 14-06-2001 \| Stanford \| \| AG \| 22 \| \| Nnaji, Zeke \| 206 cm \| 109 kg \| 09-01-2001 \| Arizona \| \| P/G \| 23 \| \| Alexander, Trey \| 193 cm \| 86 kg \| 02-05-2003 \| Creighton \| \| P \| 24 \| \| Pickett, Jalen \| 193 cm \| 92 kg \| 22-10-1999 \| Penn State \| \| G \| 27 \| \| Murray, Jamal \| 191 cm \| 98 kg \| 23-02-1997 \| Kentucky \| \| AP \| 31 \| \| Čančar, Vlatko \| 203 cm \| 107 kg \| 10-04-1997 \| Slovenia \| \| AP/AG \| 32 \| \| Gordon, Aaron \| 203 cm \| 107 kg \| 10-09-1995 \| Arizona \| \| AP \| \| \| Johnson, Cameron \| 206 cm \| 95 kg \| 03-03-1996 \| North Carolina \| \| P \| \| \| Brown Jr., Bruce \| 193 cm \| 92 kg \| 15-08-1996 \| Miami Hurricanes \| | Allenatore - Michael Malone Assistente/i - David Adelman - Ryan Bowen - Jordi Fernández - Charles Klask - Wes Unseld, Jr. - John Beckett Legenda - (C) Capitano - (FA) Free agent - (S) Sospeso - (TW) Contratto Two-way - (GL) Assegnato a squadra G League affiliata - Infortunato Roster • Transazioni · Ultima transazione: 1º dicembre 2024 |                        |                    |         |        |              |                  |
| Pos. | Num. | Naz.                   | Nome               | Altezza | Peso   | Data nascita | Provenienza      |
| G/AP | 0 | Stati Uniti (bandiera) | Braun, Christian   | 201 cm  | 99 kg  | 17-04-2001   | Kansas           |
| AP | 3 | Stati Uniti (bandiera) | Strawther, Julian  | 201 cm  | 93 kg  | 18-04-2002   | Gonzaga          |
| P | 4 | Stati Uniti (bandiera) | Westbrook, Russell | 193 cm  | 91 kg  | 12-11-1988   | UCLA             |
| AP | 5 | Stati Uniti (bandiera) | Tyson, Hunter      | 203 cm  | 98 kg  | 13-07-2000   | Clemson          |
| C | 6 | Stati Uniti (bandiera) | Jordan, DeAndre    | 211 cm  | 120 kg | 21-07-1988   | Texas A&M        |
| AP | 8 | Stati Uniti (bandiera) | Watson, Peyton     | 201 cm  | 88 kg  | 11-09-2002   | UCLA             |
| AG/C | 9 | Croazia (bandiera)     | Šarić, Dario       | 208 cm  | 102 kg | 08-04-1994   | Croazia          |
| C | 13 | Stati Uniti (bandiera) | Hall, PJ           | 206 cm  | 109 kg | 21-02-2001   | Clemson          |
| AG | 14 | Stati Uniti (bandiera) | Holmes, DaRon      | 208 cm  | 102 kg | 15-09-2002   | Dayton           |
| C | 15 | Serbia (bandiera)      | Jokić, Nikola (C)  | 211 cm  | 129 kg | 19-02-1995   | Serbia           |
| AP/AG | 21 | Stati Uniti (bandiera) | Jones, Spencer     | 201 cm  | 102 kg | 14-06-2001   | Stanford         |
| AG | 22 | Stati Uniti (bandiera) | Nnaji, Zeke        | 206 cm  | 109 kg | 09-01-2001   | Arizona          |
| P/G | 23 | Stati Uniti (bandiera) | Alexander, Trey    | 193 cm  | 86 kg  | 02-05-2003   | Creighton        |
| P | 24 | Stati Uniti (bandiera) | Pickett, Jalen     | 193 cm  | 92 kg  | 22-10-1999   | Penn State       |
| G | 27 | Canada (bandiera)      | Murray, Jamal      | 191 cm  | 98 kg  | 23-02-1997   | Kentucky         |
| AP | 31 | Slovenia (bandiera)    | Čančar, Vlatko     | 203 cm  | 107 kg | 10-04-1997   | Slovenia         |
| AP/AG | 32 | Stati Uniti (bandiera) | Gordon, Aaron      | 203 cm  | 107 kg | 10-09-1995   | Arizona          |
| AP | | Stati Uniti (bandiera) | Johnson, Cameron   | 206 cm  | 95 kg  | 03-03-1996   | North Carolina   |
| P | | Stati Uniti (bandiera) | Brown Jr., Bruce   | 193 cm  | 92 kg  | 15-08-1996   | Miami Hurricanes |

## Membri della Basketball Hall of Fame
| Membri Denver Nuggets nella Basketball Hall of Fame | Membri Denver Nuggets nella Basketball Hall of Fame | Membri Denver Nuggets nella Basketball Hall of Fame | Membri Denver Nuggets nella Basketball Hall of Fame | Membri Denver Nuggets nella Basketball Hall of Fame |
| Giocatori                                           | Giocatori                                           | Giocatori                                           | Giocatori                                           | Giocatori                                           |
| Num.                                                | Nome                                                | Ruolo                                               | Stagione/i                                          | Introdotto                                          |
| --------------------------------------------------- | --------------------------------------------------- | --------------------------------------------------- | --------------------------------------------------- | --------------------------------------------------- |
| 25 44                                               | Dan Issel* 1                                        | C/AG                                                | 1975-1985                                           | 1993                                                |
| 33                                                  | David Thompson*                                     | AP/G                                                | 1975-1982                                           | 1996                                                |
| 2                                                   | Alex English                                        | AP                                                  | 1980-1990                                           | 1997                                                |
| 8                                                   | Šarūnas Marčiulionis                                | G                                                   | 1996-1997                                           | 2014                                                |
| 24                                                  | Spencer Haywood*                                    | AG/C                                                | 1969-1970                                           | 2015                                                |
| 55                                                  | Dikembe Mutombo                                     | C                                                   | 1991-1996                                           | 2015                                                |
| 3                                                   | Allen Iverson                                       | P                                                   | 2006-2008                                           | 2016                                                |
| 30                                                  | George McGinnis                                     | AG                                                  | 1978-1980                                           | 2017                                                |
| 11                                                  | Charlie Scott                                       | G                                                   | 1978-1980                                           | 2018                                                |
| 24                                                  | Bobby Jones*                                        | AG                                                  | 1974-1978                                           | 2019                                                |
| Allenatori                                          |                                                     |                                                     |                                                     |                                                     |
| Nome                                                | Nome                                                | Ruolo                                               | Stagione/i                                          | Introdotto                                          |
| Alex Hannum*                                        | Alex Hannum*                                        | Allenatore                                          | 1971-1974                                           | 1998                                                |
| 11                                                  | Larry Brown* 3                                      | Allenatore                                          | 1974-1979                                           | 2002                                                |
| John McLendon 2                                     | John McLendon 2                                     | Allenatore                                          | 1969                                                | 2016                                                |
| Contributori                                        |                                                     |                                                     |                                                     |                                                     |
| Nome                                                | Nome                                                | Ruolo                                               | Stagione/i                                          | Introdotto                                          |
| John McLendon 2                                     | John McLendon 2                                     | Allenatore                                          | 1969                                                | 1979                                                |

Note:
- * Ha giocato/allenato in ABA con i Denver Rockets/Nuggets (1967-1976)
- 1 Ha anche allenato il team il 1992-1994 e il 1999-2001.
- 2 In totale, McLendon è stato introdotto nella Hall of Fame 3 volte - come contributore, come allenatore, e come membro dei Tennessee State Tigers 1957-1959.
- 3 Ha anche giocato per il team nel 1971-1972.

## Membri della FIBA Hall of Fame
| Membri Denver Nuggets nella FIBA Hall of Fame | Membri Denver Nuggets nella FIBA Hall of Fame | Membri Denver Nuggets nella FIBA Hall of Fame | Membri Denver Nuggets nella FIBA Hall of Fame | Membri Denver Nuggets nella FIBA Hall of Fame |
| Giocatori                                     | Giocatori                                     | Giocatori                                     | Giocatori                                     | Giocatori                                     |
| Num.                                          | Nome                                          | Ruolo                                         | Stagione/i                                    | Introdotto                                    |
| --------------------------------------------- | --------------------------------------------- | --------------------------------------------- | --------------------------------------------- | --------------------------------------------- |
| 8                                             | Šarūnas Marčiulionis                          | G                                             | 1996-1997                                     | 2015                                          |

## Numeri ritirati
| Numeri ritirati Denver Nuggets |                 |            |            |                  |
| Num.                           | Giocatore       | Ruolo      | Stagione/i | Giorno ritiro    |
| 2                              | Alex English    | AP         | 1980-1990  | 2 marzo 1993     |
| 12                             | Fat Lever       | P          | 1984-1990  | 2 dicembre 2017  |
| 33                             | David Thompson  | AP/G       | 1975-1982  | 7 novembre 1992  |
| 40                             | Byron Beck      | AG/C       | 1967-1977  | 16 dicembre 1977 |
| 44                             | Dan Issel       | C/AG       | 1976-1985  | 5 aprile 1985    |
| 55                             | Dikembe Mutombo | C          | 1991-1996  | 29 ottobre 2016  |
| 432 1                          | Doug Moe        | Allenatore | 1980-1990  | 7 novembre 2002  |

Note:
- 1 Numero che rappresenta il suo totale di vittorie in stagione regolare.

## Allenatori
| Legenda | Legenda                                                        |
| ------- | -------------------------------------------------------------- |
| PA      | Partite allenate                                               |
| V       | Vittorie                                                       |
| S       | Sconfitte                                                      |
| V%      | Percentuale di vittorie                                        |
|         | Ha trascorso l'intera sua carriera da allenatore con i Nuggets |
|         | Eletto nella Basketball Hall of Fame                           |

Note: Statistiche aggiornate a fine stagione 2024-2025.
| Denver Rockets (ABA) |                    |           |     |     |     |       |    |    |    |      |                                  |        |
| 1                    | Bob Bass           | 1967–1969 | 156 | 89  | 67  | .571  | 12 | 5  | 7  | .417 |                                  | [ 7 ]  |
| 2                    | John McLendon      | 1969      | 28  | 9   | 19  | .321  | —  | —  | —  | —    |                                  |        |
| 3                    | Joe Belmont        | 1969–1970 | 69  | 45  | 24  | .652  | 12 | 5  | 7  | .417 |                                  |        |
| 4                    | Stan Albeck        | 1970–1971 | 71  | 27  | 44  | .380  | —  | —  | —  | —    |                                  | [ 8 ]  |
| 5                    | Alex Hannum        | 1971–1974 | 252 | 118 | 134 | .468  | 12 | 4  | 8  | .333 |                                  | [ 9 ]  |
| Denver Nuggets       |                    |           |     |     |     |       |    |    |    |      |                                  |        |
| 6                    | Larry Brown        | 1974-1979 | 385 | 251 | 134 | .652  | 45 | 21 | 24 | .467 |                                  |        |
| 7                    | Donnie Walsh       | 1979–1980 | 142 | 60  | 82  | .423  | 3  | 1  | 2  | .333 |                                  |        |
| 8                    | Doug Moe           | 1980–1890 | 789 | 432 | 357 | .548  | 61 | 24 | 37 | .393 | 1987-88 Allenatore dell'anno NBA |        |
| 9                    | Paul Westhead      | 1990–1992 | 164 | 44  | 120 | .268  | —  | —  | —  | —    |                                  | [ 10 ] |
| 10                   | Dan Issel          | 1992–1995 | 198 | 96  | 102 | .485  | 12 | 6  | 6  | .500 |                                  |        |
| 11                   | Gene Littles       | 1995      | 16  | 3   | 13  | .188  | —  | —  | —  | —    |                                  | [ 11 ] |
| 12                   | Bernie Bickerstaff | 1995–1996 | 127 | 59  | 68  | .465  | 3  | 0  | 3  | 0    |                                  | [ 12 ] |
| 13                   | Dick Motta         | 1996–1997 | 69  | 17  | 52  | .246  | —  | —  | —  | —    |                                  | [ 13 ] |
| 14                   | Bill Hanzlik       | 1997–1998 | 82  | 11  | 71  | .134  | —  | —  | —  | —    |                                  |        |
| 15                   | Mike D'Antoni      | 1998–1999 | 50  | 14  | 36  | .280  | —  | —  | —  | —    |                                  | [ 14 ] |
| —                    | Dan Issel          | 1999–2001 | 190 | 84  | 106 | .442  | —  | —  | —  | —    |                                  |        |
| 16                   | Mike Evans         | 2001–2002 | 56  | 18  | 38  | .321  | —  | —  | —  | —    |                                  |        |
| 17                   | Jeff Bzdelik       | 2002–2004 | 192 | 73  | 119 | .380  | 5  | 1  | 4  | .200 |                                  |        |
| 18                   | Michael Cooper     | 2004      | 14  | 4   | 10  | .286  | —  | —  | —  | —    |                                  |        |
| 19                   | George Karl        | 2004–2013 | 680 | 423 | 257 | .622  | 59 | 21 | 38 | .356 | 2012-13 Allenatore dell'anno NBA | [ 15 ] |
| 20                   | Brian Shaw         | 2013–2015 | 141 | 56  | 85  | .397  | —  | —  | —  | —    |                                  |        |
| 21                   | Melvin Hunt        | 2015      | 23  | 10  | 13  | .435  | —  | —  | —  | —    |                                  | [ 16 ] |
| 22                   | Michael Malone     | 2015–2025 | 798 | 471 | 327 | .590  | 80 | 44 | 36 | .550 | 1 Titolo NBA (2023)              | [ 17 ] |
| 23                   | David Adelman      | 2025–     | 3   | 3   | 0   | 1.000 | 14 | 7  | 7  | .550 |                                  |        |

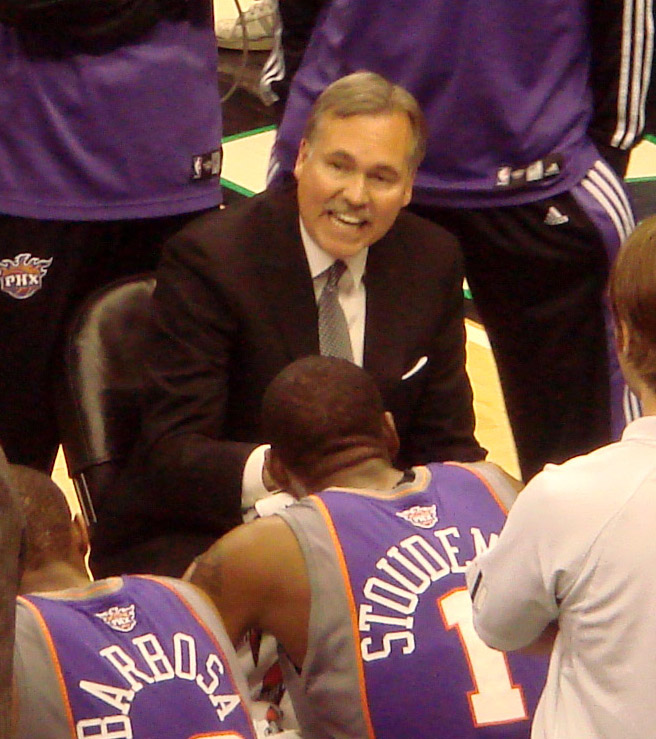
Mike D'Antoni allenatore dei Denver Nuggets per 50 partite durante la stagione 1998-1999.
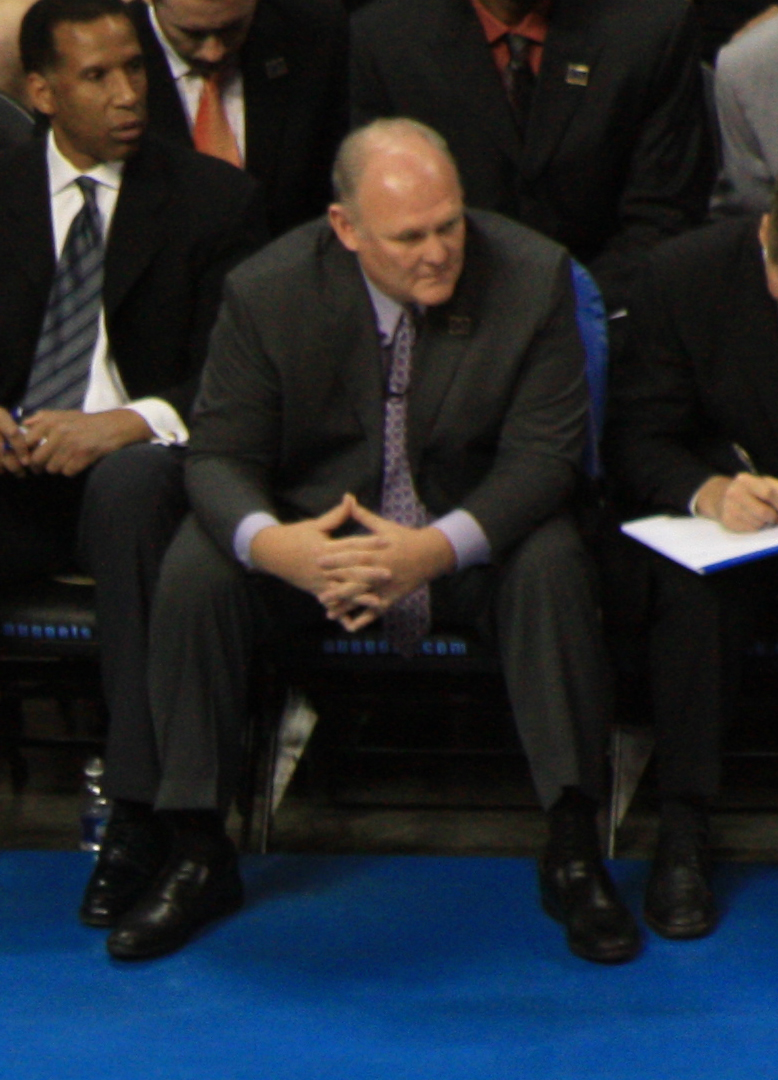
George Karl allenatore dei Denver Nuggets nel 2004-2013.
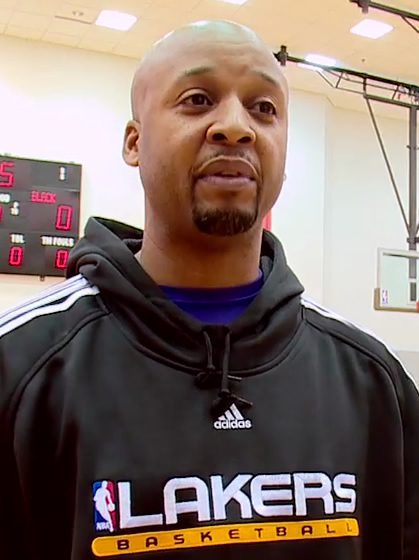
Brian Shaw allenatore dei Denver Nuggets 2013-2015.
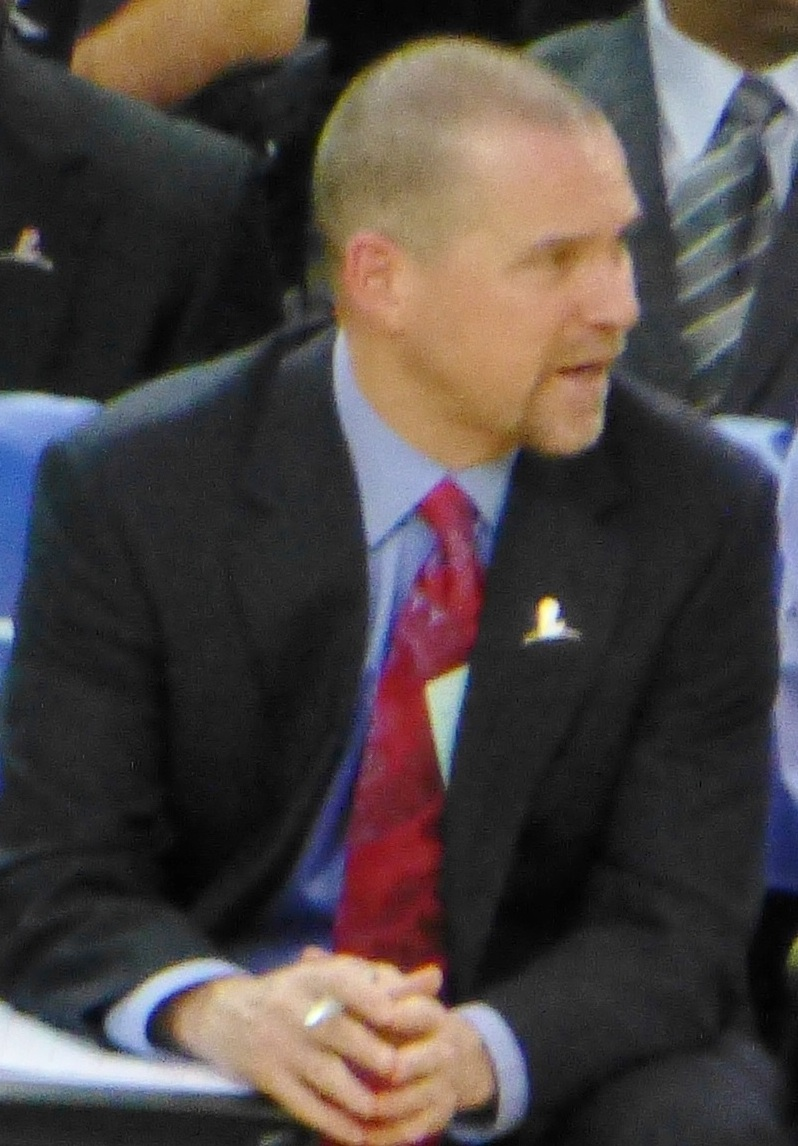
Michael Malone attuale allenatore dei Denver Nuggets dal 2015.

## Record stagione per stagione
| Campione ABA | Campione di Division (Playoffs) | Campione di Division (Regular Season) |
| Campione NBA | Campione di Conference          | Campione di Division                  |

| Stagione             | V    | P    | %    | Play-off                                                                               | Risultati                                                                         |
| -------------------- | ---- | ---- | ---- | -------------------------------------------------------------------------------------- | --------------------------------------------------------------------------------- |
| Denver Rockets (ABA) |      |      |      |                                                                                        |                                                                                   |
| 1967-68              | 45   | 33   | .577 | Perde division semifinals                                                              | New Orleans 3, Denver 2                                                           |
| 1968-69              | 44   | 34   | .564 | Perde division semifinals                                                              | Oakland 4, Denver 3                                                               |
| 1969-70              | 51   | 33   | .607 | Vince division semifinals Perde division finals                                        | Denver 4, Washington 3 Los Angeles 4, Denver 1                                    |
| 1970-71              | 30   | 54   | .357 | Perde Tiebreaker Playoffs                                                              | Texas 1, Denver 0                                                                 |
| 1971-72              | 34   | 50   | .405 | Perde division semifinals                                                              | Indiana 4, Denver 3                                                               |
| 1972-73              | 47   | 37   | .560 | Perde division semifinals                                                              | Indiana 4, Denver 1                                                               |
| 1973-74              | 37   | 47   | .440 | Perde Tiebreaker Playoffs                                                              | San Diego 1, Denver 0                                                             |
| Denver Nuggets (ABA) |      |      |      |                                                                                        |                                                                                   |
| 1974-75              | 65   | 19   | .774 | Vince division semifinals Perde division finals                                        | Denver 4, Utah 2 Indiana 4, Denver 3                                              |
| 1975-76              | 60   | 24   | .714 | Vince league semifinals Perde ABA finals                                               | Denver 4, Kentucky 3 New York 4, Denver 2                                         |
| Totale ABA           | 413  | 331  | .555 |                                                                                        |                                                                                   |
| Playoff ABA          | 27   | 35   | .435 |                                                                                        |                                                                                   |
| Denver Nuggets (NBA) |      |      |      |                                                                                        |                                                                                   |
| 1976-77              | 50   | 32   | .610 | Perde conference semifinals                                                            | Portland 4, Denver 2                                                              |
| 1977-78              | 48   | 34   | .585 | Vince conference semifinals Perde conference finals                                    | Denver 4, Milwaukee 3 Seattle 4, Denver 2                                         |
| 1978-79              | 47   | 35   | .573 | Perde primo turno                                                                      | LA Lakers 2, Denver 1                                                             |
| 1979-80              | 30   | 52   | .366 |                                                                                        |                                                                                   |
| 1980-81              | 37   | 45   | .451 |                                                                                        |                                                                                   |
| 1981-82              | 46   | 36   | .561 | Perde primo turno                                                                      | Phoenix 2, Denver 1                                                               |
| 1982-83              | 45   | 37   | .549 | Vince primo turno Perde conference semifinals                                          | Denver 2, Phoenix 1 San Antonio 4, Denver 1                                       |
| 1983-84              | 38   | 44   | .463 | Perde primo turno                                                                      | Utah 3, Denver 2                                                                  |
| 1984-85              | 52   | 30   | .634 | Vince primo turno Vince conference semifinals Perde conference finals                  | Denver 3, San Antonio 2 Denver 4, Utah 1 LA Lakers 4, Denver 1                    |
| 1985-86              | 47   | 35   | .573 | Vince primo turno Perde conference semifinals                                          | Denver 3, Portland 1 Houston 4, Denver 2                                          |
| 1986-87              | 37   | 45   | .451 | Perde primo turno                                                                      | LA Lakers 3, Denver 0                                                             |
| 1987-88              | 54   | 28   | .659 | Vince primo turno Perde conference semifinals                                          | Denver 3, Seattle 2 Dallas 4, Denver 2                                            |
| 1988-89              | 44   | 38   | .537 | Perde primo turno                                                                      | Phoenix 3, Denver 0                                                               |
| 1989-90              | 43   | 39   | .524 | Perde primo turno                                                                      | San Antonio 3, Denver 0                                                           |
| 1990-91              | 20   | 62   | .244 |                                                                                        |                                                                                   |
| 1991-92              | 24   | 58   | .293 |                                                                                        |                                                                                   |
| 1992-93              | 36   | 46   | .439 |                                                                                        |                                                                                   |
| 1993-94              | 42   | 40   | .512 | Vince primo turno Perde conference semifinals                                          | Denver 3, Seattle 2 Utah 4, Denver 3                                              |
| 1994-95              | 41   | 41   | .500 | Perde primo turno                                                                      | San Antonio 3, Denver 0                                                           |
| 1995-96              | 35   | 47   | .427 |                                                                                        |                                                                                   |
| 1996-97              | 21   | 61   | .256 |                                                                                        |                                                                                   |
| 1997-98              | 11   | 71   | .134 |                                                                                        |                                                                                   |
| 1998-99              | 14   | 36   | .280 |                                                                                        |                                                                                   |
| 1999-00              | 35   | 47   | .427 |                                                                                        |                                                                                   |
| 2000-01              | 40   | 42   | .489 |                                                                                        |                                                                                   |
| 2001-02              | 27   | 55   | .329 |                                                                                        |                                                                                   |
| 2002-03              | 17   | 65   | .207 |                                                                                        |                                                                                   |
| 2003-04              | 43   | 39   | .529 | Perde primo turno                                                                      | Minnesota 4, Denver 1                                                             |
| 2004-05              | 49   | 33   | .598 | Perde primo turno                                                                      | San Antonio 4, Denver 1                                                           |
| 2005-06              | 44   | 38   | .537 | Perde primo turno                                                                      | LA Clippers 4, Denver 1                                                           |
| 2006-07              | 45   | 37   | .543 | Perde primo turno                                                                      | San Antonio 4, Denver 1                                                           |
| 2007-08              | 50   | 32   | .610 | Perde primo turno                                                                      | LA Lakers 4, Denver 0                                                             |
| 2008-09              | 54   | 28   | .659 | Vince primo turno Vince conference semifinals Perde conference finals                  | Denver 4, New Orleans 1 Denver 4, Dallas 1 LA Lakers 4, Denver 2                  |
| 2009-10              | 53   | 29   | .646 | Perde primo turno                                                                      | Utah 4, Denver 2                                                                  |
| 2010-11              | 50   | 32   | .610 | Perde primo turno                                                                      | Oklahoma City 4, Denver 1                                                         |
| 2011-12              | 38   | 28   | .576 | Perde primo turno                                                                      | LA Lakers 4, Denver 3                                                             |
| 2012-13              | 57   | 25   | .695 | Perde primo turno                                                                      | Golden State 4, Denver 2                                                          |
| 2013-14              | 36   | 46   | .439 |                                                                                        |                                                                                   |
| 2014-15              | 30   | 52   | .366 |                                                                                        |                                                                                   |
| 2015-16              | 33   | 49   | .402 |                                                                                        |                                                                                   |
| 2016-17              | 40   | 42   | .488 |                                                                                        |                                                                                   |
| 2017-18              | 46   | 36   | .561 |                                                                                        |                                                                                   |
| 2018-19              | 54   | 28   | .659 | Vince primo turno Perde conference semifinals                                          | Denver 4, San Antonio 3 Portland 4, Denver 3                                      |
| 2019-20              | 46   | 27   | .630 | Vince primo turno Vince conference semifinals Perde conference finals                  | Denver 4, Utah 3 Denver 4, LA Clippers 3 LA Lakers 4, Denver 1                    |
| 2020-21              | 47   | 25   | .653 | Vince primo turno Perde conference semifinals                                          | Denver 4, Portland 2 Phoenix 4, Denver 0                                          |
| 2021-22              | 48   | 34   | .585 | Perde primo turno                                                                      | Golden State 4, Denver 1                                                          |
| 2022-23              | 53   | 29   | .646 | Vince primo turno Vince conference semifinals Vince conference finals Vince NBA Finals | Denver 4, Minnesota 2 Denver 4, Phoenix 1 Denver 4, LA Lakers 0 Denver 4, Miami 1 |
| 2023-24              | 57   | 25   | .695 | Vince primo turno Perde conference semifinals                                          | Denver 4, LA Lakers 1 Minnesota 4, Denver 3                                       |
| 2024-25              | 50   | 32   | .610 | Vince primo turno Perde conference semifinals                                          | Denver 4, LA Clippers 3 Oklahoma City 4, Denver 3                                 |
| Totale NBA           | 2004 | 1947 | .507 |                                                                                        |                                                                                   |
| Playoffs NBA         | 112  | 144  | .438 | 1 Titolo NBA                                                                           | 1 Titolo NBA                                                                      |
| Totale ABA-NBA       | 2417 | 2278 | .515 |                                                                                        |                                                                                   |
| Playoffs ABA-NBA     | 139  | 179  | .437 |                                                                                        |                                                                                   |

## Palmarès

### NBA
| Palmarès NBA Denver Nuggets |        | |
|                             | Titoli | Anni |
| Titoli NBA                  | 1      | 2023 |
| Titoli di Conference        | 1      | 2023 |
| Titoli di Division          | 10     | 1976-1977, 1977-1978, 1984-1985, 1987-1988, 2005-2006, 2008-2009, 2009-2010, 2018-2019, 2019-2020, 2022-2023 |

### ABA
| Palmarès ABA Denver Nuggets          |        |                                 |
|                                      | Titoli | Anni                            |
| Titoli ABA Division (Regular Season) | 3      | 1969-1970, 1974-1975, 1975-1976 |

## Leader di franchigia
- Grassetto: giocatore ancora attivo ai Nuggets.
- Corsivo: giocatore ancora in attività in altre squadre NBA.

Le statistiche prendono in considerazione le partite di regular season NBA e ABA.
Punti segnati (regular season) aggiornati al 2 gennaio 2025
- 1 Alex English (21.645)
- 2 Dan Issel (16.589)
- 3 Nikola Jokić(15.029)
- 4 Carmelo Anthony (13.970)
- 5 David Thompson (11.992)
- 6 Ralph Simpson (10.130)
- 7 Jamal Murray (8,703)
- 8 Byron Beck (8.603)
- 9 Fat Lever (8.081)
- 10 Mahmoud Abdul-Rauf (7.029)

Altre statistiche (regular season) aggiornati al 2 gennaio 2025
| Minuti giocati  | Minuti giocati |
| Giocatore       | Minuti         |
| --------------- | -------------- |
| Alex English    | 29.893         |
| Dan Issel       | 25.198         |
| Nikola Jokic    | 22.138         |
| Carmelo Anthony | 20.521         |
| Byron Beck      | 19.197         |
| T. R. Dunn      | 18.322         |
| David Thompson  | 16.902         |
| Fat Lever       | 16.867         |
| Nene Hilario    | 16.445         |
| Ralph Simpson   | 16.227         |

| Rimbalzi presi  | Rimbalzi presi |
| Giocatore       | Rimbalzi       |
| --------------- | -------------- |
| Nikola Jokic    | 7.626          |
| Dan Issel       | 6.630          |
| Byron Beck      | 5.261          |
| Dikembe Mutombo | 4.811          |
| Alex English    | 4.686          |
| Julius Keye     | 4.547          |
| Marcus Camby    | 4.117          |
| Nene Hilario    | 3.859          |
| Kenneth Faried  | 3.634          |
| Fat Lever       | 3.621          |

| Assist effettuati | Assist effettuati |
| Giocatore         | Assist            |
| ----------------- | ----------------- |
| Nikola Jokic      | 4.949             |
| Alex English      | 3.679             |
| Fat Lever         | 3.566             |
| Andre Miller      | 2.978             |
| Ty Lawson         | 2.745             |
| Jamal Murray      | 2.268             |
| Michael Adams     | 2.181             |
| Nick Van Exel     | 2.047             |
| Dan Issel         | 2.005             |
| Ralph Simpson     | 1.950             |

| Palle recuperate | Palle recuperate |
| Giocatore        | Recuperi         |
| ---------------- | ---------------- |
| Fat Lever        | 1.167            |
| T.R. Dunn        | 1.070            |
| Nikola Jokic     | 871              |
| Alex English     | 854              |
| Dan Issel        | 798              |
| Nene Hilario     | 694              |
| Bobby Jones      | 660              |
| Carmelo Anthony  | 634              |
| Reggie Williams  | 632              |
| Michael Adams    | 602              |

| Stoppate effettuate | Stoppate effettuate |
| Giocatore           | Stoppate            |
| ------------------- | ------------------- |
| Dikembe Mutombo     | 1.486               |
| Marcus Camby        | 1.126               |
| Wayne Cooper        | 830                 |
| Bobby Jones         | 625                 |
| Alex English        | 624                 |
| Chris Andersen      | 624                 |
| Antonio McDyess     | 604                 |
| Raef LaFrentz       | 556                 |
| Nene Hilario        | 508                 |
| Nikola Jokic        | 508                 |

## Premi individuali

### NBA
NBA Most Valuable Player Award
- Nikola Jokić - 2021, 2022, 2024

Bill Russell NBA Finals Most Valuable Player Award
- Nikola Jokić - 2023

NBA Western Conference Finals MVP
- Nikola Jokić - 2023

NBA All-Star Game Most Valuable Player Award
- David Thompson - 1979

NBA Defensive Player of the Year Award
- Dikembe Mutombo – 1995
- Marcus Camby – 2007

NBA Most Improved Player Award
- Mahmoud Abdul-Rauf – 1993

NBA Coach of the Year Award
- Doug Moe – 1988
- George Karl – 2013

NBA Executive of the Year Award
- Vince Boryla – 1985
- Mark Warkentien – 2009
- Masai Ujiri – 2013

NBA All-Star Game head coach
- Larry Brown - 1977
- George Karl - 2010
- Michael Malone - 2019, 2023

NBA Three-point Shootout
- Voshon Lenard - 2004

All-NBA First Team
- David Thompson – 1977, 1978
- Nikola Jokić – 2019, 2021, 2022, 2024, 2025

All-NBA Second Team
- Alex English – 1982, 1983, 1986
- Fat Lever – 1987
- Carmelo Anthony – 2010
- Nikola Jokić – 2020, 2023

All-NBA Third Team
- Antonio McDyess – 1999
- Carmelo Anthony – 2006, 2007, 2009
- Chauncey Billups – 2009

NBA All-Defensive First Team
- Bobby Jones – 1977, 1978
- Marcus Camby – 2007, 2008

NBA All-Defensive Second Team
- T.R. Dunn – 1983, 1984, 1985
- Bill Hanzlik – 1986
- Fat Lever – 1988
- Dikembe Mutombo – 1995
- Marcus Camby – 2005, 2006

NBA Rookie First Team
- Dikembe Mutombo – 1992
- LaPhonso Ellis – 1993
- Antonio McDyess – 1996
- Nenê – 2003
- Carmelo Anthony – 2004
- Kenneth Faried - 2012
- Nikola Jokić - 2016

NBA Rookie Second Team
- Mahmoud Abdul-Rauf – 1991
- Mark Macon – 1992
- Jalen Rose – 1995
- Bobby Jackson – 1998
- James Posey – 2000
- Jusuf Nurkić - 2015
- Emmanuel Mudiay - 2016
- Jamal Murray - 2017
- Bones Hyland - 2022

### ABA
ABA Most Valuable Player Award
- Spencer Haywood – 1970

ABA Rookie of the Year Award
- Spencer Haywood – 1970
- David Thompson – 1976

ABA All-Star Game (record)
(All'ABA All-Star Game 1976 parteciparono 11 giocatori dei Denver Nuggets)
- Ralph Simpson - 1972, 1973, 1974, 1975, 1976
- Larry Jones - 1968, 1969, 1970
- Byron Beck - 1969, 1976
- Warren Jabali - 1973, 1974
- Wayne Hightower - 1969
- Spencer Haywood - 1970
- Julius Keye - 1971
- Art Becker - 1972
- Mack Calvin - 1975
- Mike Green - 1975
- Dan Issel - 1976
- David Thompson - 1976
- Bobby Jones - 1976
- Claude Terry - 1976
- Chuck Williams - 1976
- Gus Gerard - 1976
- Monte Towe - 1976
- Roger Brown - 1976
- Jimmy Foster - 1976

ABA All-Star Game Most Valuable Player Award (record)
- Spencer Haywood - 1970
- Warren Jabali - 1973
- David Thompson - 1976

ABA All-Star Game head coaches
- Larry Brown – 1975, 1976

ABA Coach of the Year Award (record)
- Joe Belmont - 1970
- Larry Brown - 1975, 1976

ABA Executive of the Year Award (record)
- Carl Scheer – 1975, 1976

ABA All-Time Team
- Mack Calvin
- Spencer Haywood
- Dan Issel
- Warren Jabali
- David Thompson

All-ABA First Team (record condiviso con gli Indiana Pacers)
- Larry Jones – 1968, 1969, 1970
- Spencer Haywood – 1970
- Warren Jabali – 1973
- Mack Calvin - 1975
- Ralph Simpson - 1976

All-ABA Second Team
- Larry Cannon – 1971
- Ralph Simpson - 1972, 1973
- Bobby Jones - 1976
- Dan Issel - 1976
- David Thompson - 1976

ABA All-Defensive Team
- Julius Keye – 1973, 1974
- Bobby Jones - 1975, 1976

ABA All-Rookie Team
- Walt Piatkowski – 1969
- Spencer Haywood – 1970
- Mike Green – 1974
- Bobby Jones – 1975
- David Thompson - 1976

## Record
Il 13 dicembre 1983, nella partita in trasferta contro i Detroit Pistons si toccò il record del maggior numero di punti segnati in una partita di NBA: 370, 186 per Detroit e 184 per Denver. I Denver hanno anche partecipato ad altre due partite da record. Il 2 novembre 1990 persero 162-158 contro i Golden State Warriors: si tratta della partita con il maggior numero di punti conclusasi ai tempi regolamentari. Nove giorni dopo subirono 107 punti dai Phoenix Suns solo nel primo tempo. I Nuggets sono la prima squadra che nel 1994, dopo essersi classificata all'ottavo posto alla fine della stagione regolare, è riuscita a sconfiggere nei playoff al primo turno la squadra prima classificata nella propria Conference, che in quell'occasione erano i Seattle SuperSonics.